# 찰스 맨슨
찰스 마일즈 맨슨(영어: Charles Milles Manson, 1934년 11월 12일 ~ 2017년 11월 19일)은 미국의 사교집단 맨슨 패밀리의 두목이자 미국의 중대한 범죄자이다.

## 생애
찰스 맨슨은 캐서린 매덕스의 아들로 1934년에 태어났다. 어머니는 매춘부였고, 아버지는 누구인지 밝혀지지 않았다. 어린 시절 찰스 맨슨은 완전히 방치된 채 생활했다. 심지어 그의 어머니는 어린 찰슨 맨슨이 보는 앞에서 성행위를 했고, 찰스 맨슨을 술집에 팔아넘기려고도 했다.
캐서린 매덕스는 1939년 친오빠와 주유소에서 무장 강도를 시도하다 체포되었으며, 경찰에 끌려가면서 찰스 맨슨을 외가에 떠맡겼다. 그러나 외삼촌의 냉대는 극심했다. 맨슨에게 강제로 여자 옷을 입히고 구타하며 성희롱을 즐겼다. 결국 이를 견디지 못한 찰스 맨슨은 가출하여 아무 곳이나 떠돌다가 이런 저런 잡범죄에 연루되어 경찰에 체포당하는 일이 빈번하였으며, 결국 소년원에 수감되기에 이르렀다. 맨슨은 교도소에 수감된 이후 교도소의 규율을 밥먹듯 어기고 특히 동성강간을 일삼아 교도소 내에서도 골칫거리였다.
형기를 다 마치고 출소한 맨슨은 돈되는 일이라면 닥치는 대로 했으나 거의 대부분 불법적인 행위들이었다. 특히 위조지폐를 끝없이 만들어냈다.
그렇게 찰스 맨슨은 1967년까지 10회 이상 교도소를 드나들었다. 이에 맨슨 자신도 포기하고 계속 교도소에 머물길 원했으나 출소되었다. 맨슨은 평소에 기타 연주를 좋아하였으며 비틀즈를 광적으로 좋아했다. 그리고 출소한 이후 히피들의 라이프 스타일을 간파해 낸 후 로스앤젤레스 외곽에 자리를 잡은 이후 자신의 카리스마를 이용하여 그 곳의 히피들을 완전히 장악하여 추종자로 만들었다. 히피들은 점점 맨슨을 숭배하기 시작했다.
이 때 맨슨은 성경의 요한계시록의 내용을 비틀즈와 관련된 것과 연관지어 자신만의 교리를 만들어 맨슨 패밀리라 불리는 자신의 추종자들에게 가르치면서 추종자들을 점점 늘렸다. 추종자들에게 자신만의 교리에 따라 흑인을 제거하고 세상을 구하자는 교리를 퍼뜨렸고 헐리우드의 유명 인사를 없애는 임무를 부여하기도 했다.
그 후 1969년에 맨슨 일당은 로만 폴란스키의 집을 습격하여 그의 아내이자 유명 영화배우인 샤론 테이트를 포함한 5명을 난도질해 죽게 했다. 사건 당시에 집 주인인 로만 폴란스키는 영화 촬영차 외출한 상태였으므로 샤론 테이트는 남편이 집을 비운 사이 친구들을 집으로 초대한 상태였다. 수잔 앳킨슨이 주동이 된 맨슨 패밀리 일당은 샤론 테이트를 비롯하여 현장에 있던 5명 전원을 몰살시켰으며 특히 당시 임신중인 샤론 테이트가 태아만이라도 살려달라고 애원함에도 불구하고 수잔 앳킨슨은 오히려 샤론 테이트를 더러운 년이라 욕하고 죽인 뒤 그 시체를 발가벗겼다. 결국 나중에 수전 앳킨슨 등 4명이 체포되었으며 찰스 맨슨 역시 배후세력으로 지목받아 체포되었다. 찰스 맨슨은 수많은 체포당했던 경험을 살려 재판을 길게 끌었으나 결국 1971년 사형을 선고받았다. 그러나 1972년에 맨슨을 체포한 캘리포니아주가 사형제도를 폐지하는 바람에 맨슨은 사형에서 무기징역으로 감형되어 최근까지 교도소에 수감되어 있다가 2017년 11월 19일 자연사했다.

## 맨슨 패밀리
찰스 맨슨을 따르는 맨슨 패밀리는 히피족들로 구성되어 있으며 특히 15~20세 사이의 연령을 가진 어린 여자들이 많았다. 이들은 맨슨과 성관계를 갖고 싶어했다.

## 범죄 행각
찰스 맨슨을 따르는 일명 '맨슨 패밀리'들의 연쇄살인 행각은 충격적이다. 밝혀진 것만 총 35명을 살해한 맨슨 패밀리 일당은 살해한 이후에도 시체를 발가벗기거나 칼로 난도질하는 등 매우 극악무도했다.

## 기타
독일계 미국인 가수 마릴린 맨슨의 닉네임은 마릴린 먼로와 찰스 맨슨에서 따왔다. 그룹의 다른 멤버들 역시 미모의 여자 연예인과 희대의 살인마의 이름을 하나씩 따서 닉네임을 지었다.

## 같이 보기
- 마릴린 맨슨
- 수잔 앳킨스
- 히피